# Knoedler
Knoedler (M. Knoedler & Co.) — був арт-дилерським центром у Нью-Йорку, заснованим у 1846 році. Коли він закрився у 2011 році через судові процеси за шахрайство, він був одним із найстаріші комерційні художні галереї в США, які працюють уже 165 років.

## Історія

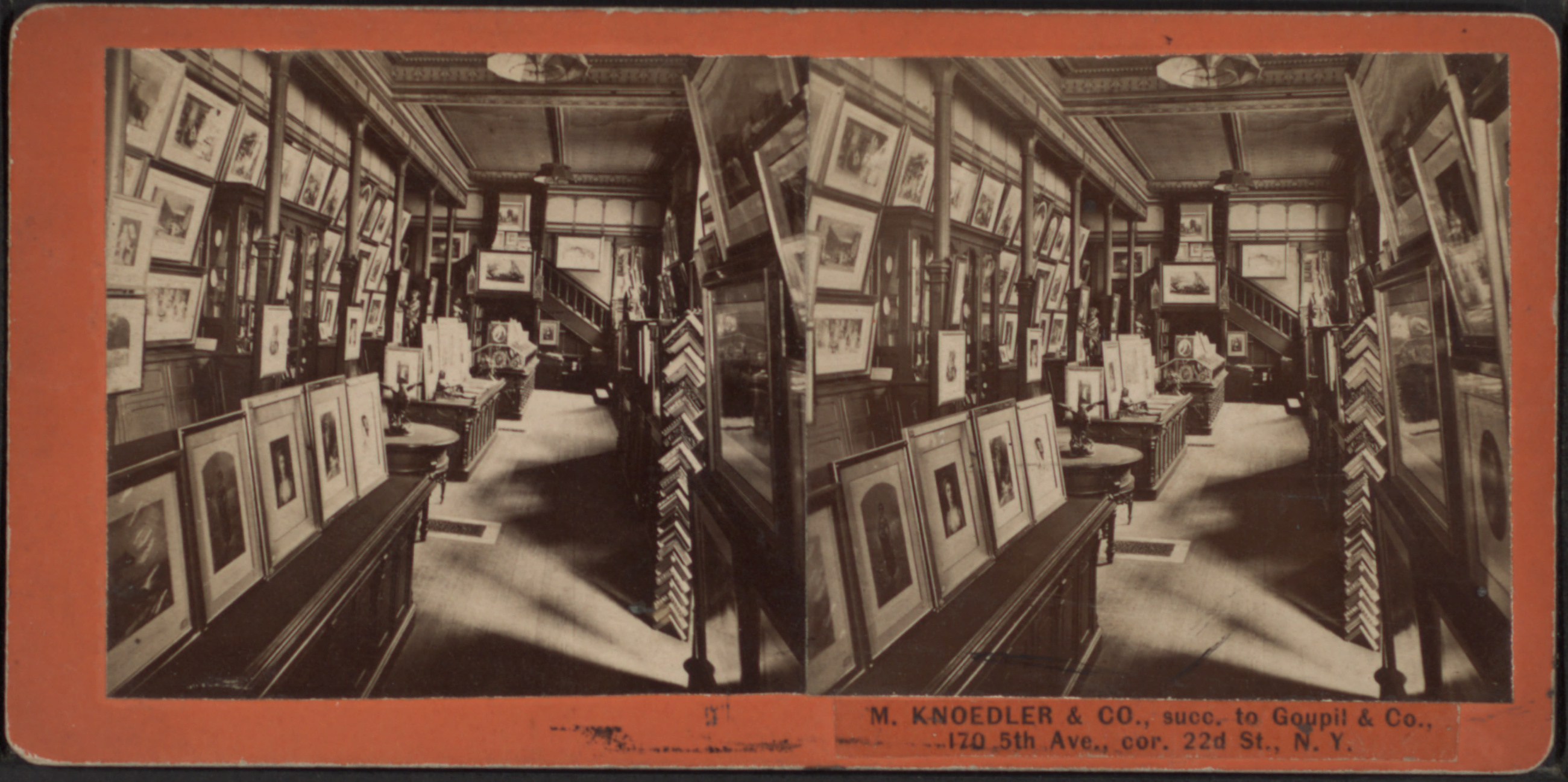
Стереоскопічна фотографія інтер'єру галереї Knoedler, прибл. 1860-1880

Knoedler датує своє виникнення 1846 роком, коли французькі дилери Goupil & Cie відкрили філію в Нью-Йорку. Goupil & Cie було надзвичайно динамічним друкованим видавництвом, заснованим у Парижі в 1827 році. Мішель (пізніше Міхаель) Knoedler (1823—1878), народжений у Капфі поблизу Швебіш-Гмюнда в Баден-Вюртемберзі, Німеччина, почав працювати в Goupil. & Cie в Парижі в 1844 році, а в 1852 році переїхав до Нью-Йорка, щоб очолити нью-йоркську філію. У 1857 році він придбав американське відділення, а пізніше до нього приєдналися його сини Роланд (1856—1932), Едмонд і Чарльз, а Роланд очолив компанію після смерті свого батька в 1878 році.
Разом із дилером Чарльзом Карстейрсом Кнедлер відкрив філії в Парижі (1895), Піттсбурзі (1897) та Лондоні (1908), і під впливом Карстейрса здобув репутацію провідного дилера картин старих майстрів, серед клієнтів якого були такі колекціонери, як Колліс П. Гантінгтон, Корнеліус Вандербільт, Генрі О. Гавемайєр, Вільям Рокфеллер, Волтер П. Крайслер-молодший, Джон Джейкоб Астор, Ендрю Меллон, Джей П. Морган і Генрі Клей Фрік, а також такі установи, як Метрополітен-музей, Лувр і галерея Тейт. Knoedler & Co. стала частиною елітної групи арт-дилерів, яка домінувала на ринку британського живопису в Америці. Нодлер розвинув плідні стосунки з лондонською галереєю Colnaghi, коли Colnaghi знайшов відповідні картини в Європі, щоб Нодлер продав їх багатим колекціонерам у США. Knoedler і Колнагі були причетні до таємного продажу радянським урядом творів з російської імператорської колекції в Ермітажі в 1920-х і 1930-х роках разом з Матісеном у Берліні.
Після того, як Роланд Нодлер пішов на пенсію в 1928 році, управління фірмою перейшло до його племінника Чарльза Хеншеля разом з Кармен Месмор, Чарльзом Карстерсом і його сином Керроллом Карстерсом. Геншель помер у 1956 році, і Е.Коу Керр і Роланд Балей (онук Майкла Нодлера) взяли на себе керівництво. Фірма була продана промисловцеві та колекціонеру Арманду Хаммеру за 2,5 мільйона доларів у 1971 році. Через п'ять років останній член сім'ї Knoedler — Роланд Балай — припинив свою участь в управлінні фірмою. Він дедалі більше зосереджувався на сучасному мистецтві кінця 1970-х років. Після смерті Хаммера в 1990 році фонд Хаммера продовжував утримувати контрольний пакет акцій галереї до її закриття в 2011 році, коли Майкл Арманд Гаммер (онук Арманда Гаммера) був її головою.

## Місця розташування

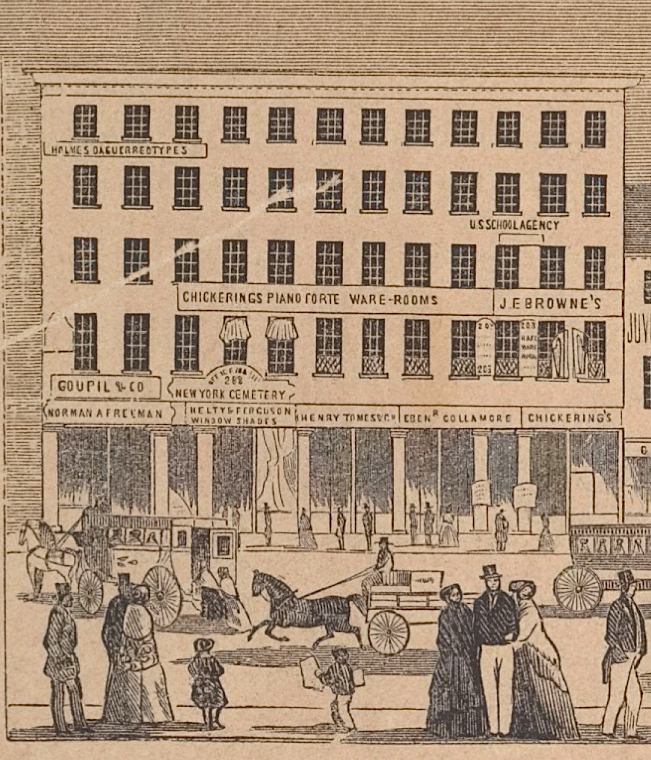
Перше розташування галереї на Бродвеї (дерев'яна гравюра, 1854)

Арт-салон займав вісім різних місць, починаючи з Бродвею. У 1890-х роках він працював у рядному будинку на розі П'ятої авеню та 34-ї вулиці. До 1911 року було заплановано знести рядний будинок, щоб звільнити місце для будівлі Б. Альтмана та компанії, тому Нодлер переїхав до нової будівлі на П'ятій авеню, 556, спроектованої Карером і Гастінгсом. У 1925 році Knoedler переїхав в іншу нову будівлю від Carrère and Hastings на 14 East 57th Street, поблизу Медісон-авеню. У 1970 році фірма понесла значні витрати на реконструкцію нових приміщень у таунхаусі в стилі італійського Відродження за адресою 19 East 70th Street.
У 1996 році Knoedler провела 150-річну ретроспективу, виставивши такі роботи, як «Ватсон і акула» Джона Сінглтона Коплі, «Музика» Томаса Ікінса та «Слива» Едуарда Мане, які були позичені у 15 інституцій, включаючи Corcoran Gallery of Art, Метрополітен-музей та Національну галерею мистецтв, що стало переворотом для комерційної галереї.
У лютому 2011 року галерея продала своє приміщення за адресою 19 East 70th Street за 31 мільйон доларів. У 2012 році галерея спробувала виставити на аукціон частину своїх творів мистецтва, що залишилися.

## Ймовірний зв'язок із нацистським викраденим мистецтвом
Knoedler брав участь у кількох гучних судових процесах, пов'язаних із викраденим нацистами мистецтвом, у тому числі картиною Матісса, конфіскованою нацистами в 1941 році у сім'ї Розенбергів, яку Кедлер придбав у 1954 році та яку зрештою подарували Музею мистецтв Сіетла в 1996 році Вірджинія та Прентіс Блодел, і Ель Греко, конфіскований гестапо в 1944 році. Картина Ель Греко «Портрет джентльмена» значилася в каталогах виставок як така, що знаходилася в колекції нью-йоркської компанії Knoedler & Co, яка купила картину у віденського дилера Фредеріка Монта, торговця, який працював з Гестапо, за словами Енн Веббер, співголови Комісії з награбованого мистецтва в Європі. Обидві картини були повернуті після судових позовів.
У 2003 році Асоціація бібліотек і музеїв Спрінгфілда подала до суду на Knoedler за втрату картини вартістю 3 мільйони доларів, яку вона мала повернути музею в Італію як військову здобич.
Knoedler також брав участь у тривалій справі Кассірер проти Тіссена щодо картини Каміля Піссарро «Вулиця Сен-Оноре, після середини, ефект плюї». Арт-дилер Френк Перлз передав картину на консигнацію у Кнедлера від імені Сідні Броуді. Там її придбав Сідні Шенберг, колекціонер мистецтва в Сент-Луїсі, штат Міссурі, який надіслав її до галереї Стівена Хана, звідки барон Ганс Генріх Тіссен-Борнеміса з Лугано, Швейцарія, придбав її в жовтні 1976 року.

## Скандал із шахрайством у сфері мистецтва та закриття
Президент галереї Енн Фрідман пішла у відставку в жовтні 2009 року через чутки про підроблені картини, які надала галереї арт-дилер з Лонг-Айленда Глафіра Розалес.
Пізніше було виявлено, що між 1994 і 2011 роками, під керівництвом Фрідмана, галерея продала майже 40 підроблених картин абстрактного експресіонізму з роботами Роберта Матервелла, Джексона Поллока та Марка Ротко та інших. Фрідман придбав картини для Кнодлера у Глафіри Розалес, яка, у свою чергу, отримала фальшиві картини від фальсифікатора Пей-Шень Цянь (китайською :錢培琛). Як повідомляється, Цянь намалював підробки в гаражі в Квінсі, Нью-Йорк. Цянь зміг наслідувати стилі майстрів і надати картинам ілюзію віку, використовуючи чай або бруд з пилососа, забруднюючи їх зовнішній вигляд. Повідомляється, що він отримав менше 9000 доларів США за кожну картину від Розалеса, тоді як Розалес продав картини Кнодлеру за мільйони доларів.
У заяві, опублікованій 28 листопада 2011 року, компанія Knoedler просто заявила, що вона закривається назавжди з ділових причин, не пов'язаних із судовими позовами, з якими вона зіткнулася через продаж підроблених картин.
До 2012 року ФБР розслідувало «щонайменше два десятки картин», які були надані галереї Глафірою Розалес. Хоча спочатку Розалес стверджувала, що нікого не обманювала, у 2013 році вона визнала себе винною у продажу понад 60 підроблених творів мистецтва двом нью-йоркським художнім галереям, в змові з метою відмивання грошей, відмиванні грошей та ухиленні від сплати податків, а також у шахрайстві з банківськими рахунками. Вона відбула три місяці у в'язниці. 2017 року Розалес було наказано виплатити 81 мільйон доларів жертвам схеми шахрайства з творами мистецтва Кноедлера, але вона отримала пом'якшення вироку завдяки своїй співпраці з урядом США.
Іспанський арт-дилер Хосе Карлос Бергантіньос Діас (хлопець Росалес) і його брат Хесус Анхель Бергантіньос Діас також були звинувачені в окружному суді США за шахрайство. Брати Діас були заарештовані в Іспанії та звільнені під заставу в 2014 році. У 2016 році іспанський суд постановив, що Хесус Діас може бути екстрадований до США. Пізніше того ж року іспанський суд постановив, що брат Хесуса, Хосе Діас, не може бути екстрадований до США через стан здоров'я.
Фальсифікатор мистецтва, який намалював підробки, Пей-Шень Цянь, був звинувачений, але уникнув судового переслідування, втікши до Китаю. На момент судового розгляду органи влади заявили, що він заробляв суми від кількох сотень доларів до 9000 доларів за створення одного твору.
У 2020 році режисер Баррі Авріч зняв і спродюсував фільм для Netflix "Змусив вас повірити: Правдива історія про підроблене мистецтво", документальний фільм про скандал із підробкою картин у галереї Кноедлер.  2019 року в Лондоні відбулася прем'єра повнометражного документального фільму Дар'ї Прайс про скандал і судовий процес "Доведені до абстракції".

## Позови та претензії, пов'язані з продажем
У 2003 році керівник Goldman Sachs Джек Леві купив картину Джексона Поллока без назви за 2 мільйони доларів, але коли Міжнародний фонд досліджень мистецтва відмовився засвідчити автентичність роботи, Леві попросив і отримав свої гроші назад.
Також у 2003 році Асоціація бібліотек і музеїв Спрінгфілда подала до суду на Кноедлера за втрату картини «Весняний посів» Якопо да Понте (Іль Бассано) вартістю 3 мільйони доларів, яку Спрінгфілд був змушений повернути Італії після того, як було доведено, що картина була здобиччю війни.
За день до закриття галереї в листопаді 2011 року бельгійський менеджер хедж-фонду П'єр Лагранж подав до суду на галерею через роботу "Без назви 1950", яку Кноедлер приписував Джексону Поллоку. Лагранж придбав картину за 17 мільйонів доларів у 2007 році, маючи на увазі, що вона буде включена до доповнення до каталогу-резоне Поллока. Пізніше було заявлено, що такого доповнення не планувалося; тести пізніше показали, що частина використаної фарби була доступна лише через кілька років після смерті Поллока. 2012 року позов було врегульовано в позасудовому порядку.
У 2012 році Доменіко Де Соле та його дружина Елеонора стверджували, що галерея продала їм фальшиву картину Марка Ротко «Без назви 1956» за 8,3 мільйона доларів у 2004 році. Позов, відповідачами якого були Кноедлер і Енн Фрідман, передано до суду в січні 2016 року. 7 лютого 2015 року Соле врегулювали справу з Фрідманом, але продовжили позов проти Кноедлера.
Виконавчий директор Уолл-стріт Джон Д. Ховард подав до суду на Knoedler і його колишню директорку Енн Фрідман у 2012 році, стверджуючи, що картина Віллема де Кунінга, яку він купив за 4 мільйони доларів у 2007 році, була підробкою. Позов було вирішено в позасудовому порядку в грудні 2015 року.
У 2021 році маєток Юджина Тау досяг мирової угоди зі спадкоємцями Маргарети Айзенманн щодо картини Лукаса Кранаха Старшого «Воскресіння», яка пройшла через Г’юго Перлза та галерею Кноедлера, перш ніж потрапити до Тау. Айзенманн був депортований до Терізенштандту у вересні 1942 року та вбитий у концтаборі Треблінка.

## Архів
У 2012 році Дослідницький інститут Гетті оголосив, що придбав більшість архівів галереї, датованих 1850-1971 роками. Згодом Гетті оцифрував частини архіву та зробив їх доступними в Інтернеті. За винятком довідкової бібліотеки, яку Knoedler Gallery продала окремо в січні 2012 року і яка складається з назв, які вже є в бібліотеці Дослідницького інституту Гетті, це придбання являє собою повний архів діяльності галереї з 1850-х до 1971 року, коли вона була придбана Армандом Хаммером. До архівних матеріалів належать ділові документи; листування між клієнтами, художниками та персоналом Knoedler; картотеки на клієнтів і твори мистецтва; фотографії; принти; рідкісні книги; каталоги продажів, датовані 18 століттям; та плани встановлення галереї.
Центр досліджень британського мистецтва Пола Меллона в Лондоні зберігає Архів Френка Сімпсона, значну частину якого складають записи з лондонського офісу M. Knoedler & Co., датовані початком 1900-х років до 1971 року, які Сімпсон придбав, працюючи там бібліотекарем з 1958 по 1971 рік. Цей матеріал містить понад п’ятсот файлів, які містять листування, зображення та інформацію про родовід приблизно чотирьох-п’яти тисяч творів мистецтва, більшість з яких пройшли через торгові зали Knoedler.

## Зовнішні посилання
- Медіа, пов’язані з Knoedler and Co. у Вікісховищі

- Записи M. Knoedler and Co., приблизно 1848-1971
- Архів Френка Сімпсона — Записи з лондонського офісу Knoedler and Co., бл. 1900–1970 рр.
- Подкаст від Reveal про історію шахрайства, яку розповіли Жизель Регато та Емілі Гарріс у грудні 2023 року.